# Mangaka
Mangaka (漫画家) és la paraula japonesa per a referir-se a un dibuixant de còmics. Fora del Japó, la paraula es fa servir per a referir-se a un dibuixant de manga (còmics japonesos). El sufix -ka serveix per a indicar "creador de", i li dona un grau honorífic a la paraula.
Normalment, un mangaka s'encarrega tant de la creació de la trama com de tot el dibuix de la història, però és comú avui en dia trobar-ne alguns que dibuixen el manga basant-se en una història d'una altra persona o que se serveixin d'ajudants que dibuixin alguns detalls. També hi ha grups de mangaka que treballen juntament en els seus mangues, com el cas de les CLAMP, però no és gaire usual.

## Col·laboradors

### Assistents
Molts mangakes en tenen ajudants que els ajuden amb el seu treball. Les funcions dels ajudants poden ser molt variades, alguns mangakes només s'ocupen de les parts bàsiques del manga, tenint molts ajudants que realitzen els detalls, mentre que uns altres només deixen en mans dels seus assistents tasques específiques (Gō Nagai, per exemple, utilitza un ajudant específicament per a dibuixar helicòpters i altres vehicles militars). Altres mangakes no tenen ajudants, i prefereixen fer-ho tot ells mateixos, encara que per a complir els terminis ajustats els ajudants solen ser necessaris.
La majoria de les vegades, els ajudants són els responsables dels fons del còmic, mentre que el mangaka dibuixa als personatges principals. Encara que sovint són emprats per a ajudar amb l'art, els ajudants quasi mai ajuden al mangaka amb la trama. La major part dels mangakes van començar sent ajudants, per exemple, Miwa Ueda assistint a Naoko Takeuchi, Leiji Matsumoto a Osamu Tezuka, Kaoru Shintani a Leiji Matsumoto i molts altres. No obstant això, també és possible que un ajudant faça tota la seua carrera com a tal, sense convertir-se en un mangaka independent.